# Gran Premi d'Austràlia del 2004
Resultats del Gran Premi d'Austràlia de Fórmula 1 de la temporada 2004, disputat al circuit urbà de Melbourne, el 7 de març del 2004.

## Resultats
| Pos | No | Pilot                | Equip              | Voltes | Temps/ Retirada | Pos. de sortida | Punts |
| --- | -- | -------------------- | ------------------ | ------ | --------------- | --------------- | ----- |
| 1   | 1  | Michael Schumacher   | Ferrari            | 58     | 1h 24' 15. 757  | 1               | 10    |
| 2   | 2  | Rubens Barrichello   | Ferrari            | 58     | + 13.6 s        | 2               | 8     |
| 3   | 8  | Fernando Alonso      | Renault            | 58     | + 34.6 s        | 5               | 6     |
| 4   | 4  | Ralf Schumacher      | Williams - BMW     | 58     | + 1' 00.4 min.  | 8               | 5     |
| 5   | 3  | Juan Pablo Montoya   | Williams - BMW     | 58     | + 1' 08.5 min.  | 3               | 4     |
| 6   | 9  | Jenson Button        | BAR - Honda        | 58     | + 1' 10.5 min.  | 4               | 3     |
| 7   | 7  | Jarno Trulli         | Renault            | 57     | + 1 Volta       | 9               | 2     |
| 8   | 5  | David Coulthard      | McLaren - Mercedes | 57     | + 1 Volta       | 12              | 1     |
| 9   | 10 | Takuma Sato          | BAR - Honda        | 57     | + 1 Volta       | 7               |       |
| 10  | 11 | Giancarlo Fisichella | Sauber - Petronas  | 57     | + 1 Volta       | 14              |       |
| 11  | 15 | Christian Klien      | Jaguar - Cosworth  | 56     | + 2 Voltes      | 19              |       |
| 12  | 16 | Cristiano da Matta   | Toyota             | 56     | + 2 Voltes      | 13              |       |
| 13  | 17 | Olivier Panis        | Toyota             | 56     | + 2 Voltes      | 18              |       |
| 14  | 19 | Giorgio Pantano      | Jordan - Ford      | 55     | + 3 Voltes      | 16              |       |
| Ret | 12 | Felipe Massa         | Sauber - Petronas  | 44     | Motor           | 11              |       |
| Ret | 18 | Nick Heidfeld        | Jordan - Ford      | 43     | Transmissió     | 15              |       |
| NC  | 20 | Gianmaria Bruni      | Minardi - Cosworth | 43     | + 15 Voltes     | 20              |       |
| Ret | 14 | Mark Webber          | Jaguar - Cosworth  | 29     | Transmissió     | 6               |       |
| Ret | 21 | Zsolt Baumgartner    | Minardi - Cosworth | 13     | Part elèctrica  | 17              |       |
| Ret | 6  | Kimi Räikkönen       | McLaren - Mercedes | 9      | Motor           | 10              |       |

## Altres
- Pole : Michael Schumacher 1' 24. 408
- Volta ràpida:  Michael Schumacher 1' 24. 125 (a la volta 29)